# Eustache de Beaumarchais
Eustache de Beaumarchais (Beaumarchés), né vers 1235, peut-être au village de Beaumarchais, à Othis, et mort le 23 août 1294 est un noble français, baron de Calvinet, seigneur de Chambeuil (Cantal), de Falcimagne et coseigneur de Tournemire. Son nom est aussi écrit Beaumarchés ou Beaumarchais, de Bello Marchesio, Beau Marc ou Beau Marchand.
Il fut sénéchal de Toulouse et participa à la campagne de Navarre en 1276 et à la campagne de Catalogne en 1285.

## Biographie
Eustache de Beaumarchais, « homme des Capétiens », est issu d'une famille de petits nobles.
Il entre au service du roi de France, comme "garde" de l'abbaye d'Aurillac. Il a été bailli des Montagnes d'Auvergne, peut-être depuis 1257 jusqu'en 1266, pour Alphonse de Poitiers qui avait reçu l'apanage d'une partie de la Terre d'Auvergne de son père, Louis VIII, en 1225, renouvelé par Louis IX en 1241 avec le comté de Poitou et le pays d'Albigeois.
Dans une liste dressée en 1760 par Rancilhac de Chazelles, Eustache de Beaumarchais, est bailli des montagnes d'Auvergne, chevalier, seigneur de Calvinet, de Chambeuil et de Falcimagne, coseigneur de Tournemire par son mariage en 1261 avec Marine de Vigouroux, dame de Calvinet, de Fontrouge et de Chambreuil, veuve de Pons de Villa. Elle a fait son testament en juillet 1280 dans lequel elle fait des dons aux pauvres et couvents d'Aurillac. Il se remarie en 1282 avec Aygline de Barasc, fille d'Arnaud IV de Barasc, seigneur de Béduer. Il est aussi coseigneur de Sénezergues en 1284 et devait le tenir des libéralités d'Alphonse de Poitiers qui l'avait obtenu du comte de Rodez, vicomte de Carlat à la suite d'un traité passé en 1268.
Alphonse de Poitiers le nomme en 1268 sénéchal du Poitou. Il le reste jusqu'en 1276. Geoffroy de Montirel lui succède comme bailli des Montagnes d'Auvergne.
À la mort d'Alphonse de Poitiers (1271), également comte de Toulouse depuis 1249, il continue sa fonction de sénéchal à Toulouse à partir de 1272. En 1280, il est qualifié de chevalier du roi. En février 1288, dans des lettres patentes du roi Philippe IV il est qualifié de chevalier et sénéchal de Toulouse. Il est cité avec Imbert de Beaujeu, connétable de France dans une médiation sur une usurpation de terres qui appartenaient au comte de Toulouse. En 1279, Eustache de Beaumarchais et Imbert de Beaujeu commandaient dans la province de Languedoc. En 1283, le roi le charge d'examiner les coutumes de Toulouse. Il fait jurer aux habitants de les observer en 1286.
On connaît sa participation en 1276 à la campagne de Navarre grâce au long récit que nous a laissé Guilhem Anelier de l'Histoire de la guerre de Navarre en 1276 et 1277, ainsi qu'à la campagne de Catalogne avec Philippe III le Hardi en 1285.
Quand, en 1285, Philippe le Hardi franchit les Pyrénées et s'empare de Girona, il fait d'Eustache de Beaumarchais le gouverneur de la cité.
En 1291 il fait un échange de propriété avec le roi.
Il devient un bâtisseur de bastides, pour le compte du roi de France. Il en fonde 23: Rimont (1272), Alan (1272),  Montréjeau (1272),  Fleurance (1274),  Valence-d'Albigeois (1275),  Beaumont-de-Lomagne (1279),  Verdun-sur-Garonne (1279),  Saint-Lys (1280),  Mirande (1281), Pavie (1281),  Cazères (1282),  Cologne (1284),  Miélan (1284),  Plaisance-du-Touch (1285),  Réjaumont (1285),  Pampelonne (1285), Boulogne-sur-Gesse (1286), Valentine (1287), Aurimont (1287), Beaumarchés (1288), Grenade (1290),  Sorde  (1290),  Solomiac (1322).
Il rédige la charte de privilèges de la bastide de Grenade-sur-Garonne qui venait d'être fondée. Il a aussi fondé la bastide de Valence-en-Albigeois.Il est possible qu'il soit à l'origine du nom de la bastide de Beaumarchés (Bellum Marquesium), qui est mentionnée avec Marciac dans un arrêt du parlement de Paris, en 1309.
Il meurt en 1294 et a pour héritières Marie de Beaumarché, baronne de Calvinet, de son premier mariage, et Eustachie de Beaumarché, de son second mariage. Marie de Beaumarché vend la baronnie de Calvinet, la seigneurie de Chambeuil et sa part de la seigneurie de Sénezergues à Pierre de La Vie de Villemur en 1323.
Aujourd'hui, un collège porte son nom à Valence-d'Albigeois (Tarn) et une rue porte son nom à Calvinet dans le Cantal.